# 6-й армейский корпус (Украина)
6-й армейский корпус (укр. 6-й армійський корпус) — оперативно-тактическое соединение в составе сухопутных войск Украины.

## История
24 августа 1991 года, после провозглашения независимости Украины, Верховная Рада Украины в одностороннем порядке приняла решение о переводе под свою юрисдикцию всех формирований Вооружённых сил СССР на территории Украинской ССР (в том числе, 6-й гвардейской танковой армии Одесского военного округа). По состоянию на 1991 год 6 гв. ТА входила в состав Киевского военного округа.
1 июля 1993 года согласно директиве министра обороны Украины армия была преобразована в 6-й армейский корпус.
После создания в 1998 году Южного оперативного командования, корпус вошёл в состав соединений Южного оперативного командования.
30 октября 2000 года корпус получил новое наименование: укр. 6-й Дніпропетровський гвардійський армійський корпус.
В соответствии с директивой министра обороны Украины от 2 сентября 2013 года, 6-й армейский корпус был преобразован в оперативное командование «Юг», при этом управление 6-го армейского корпуса было преобразовано в управление оперативного командования «Юг».

## Структура корпуса

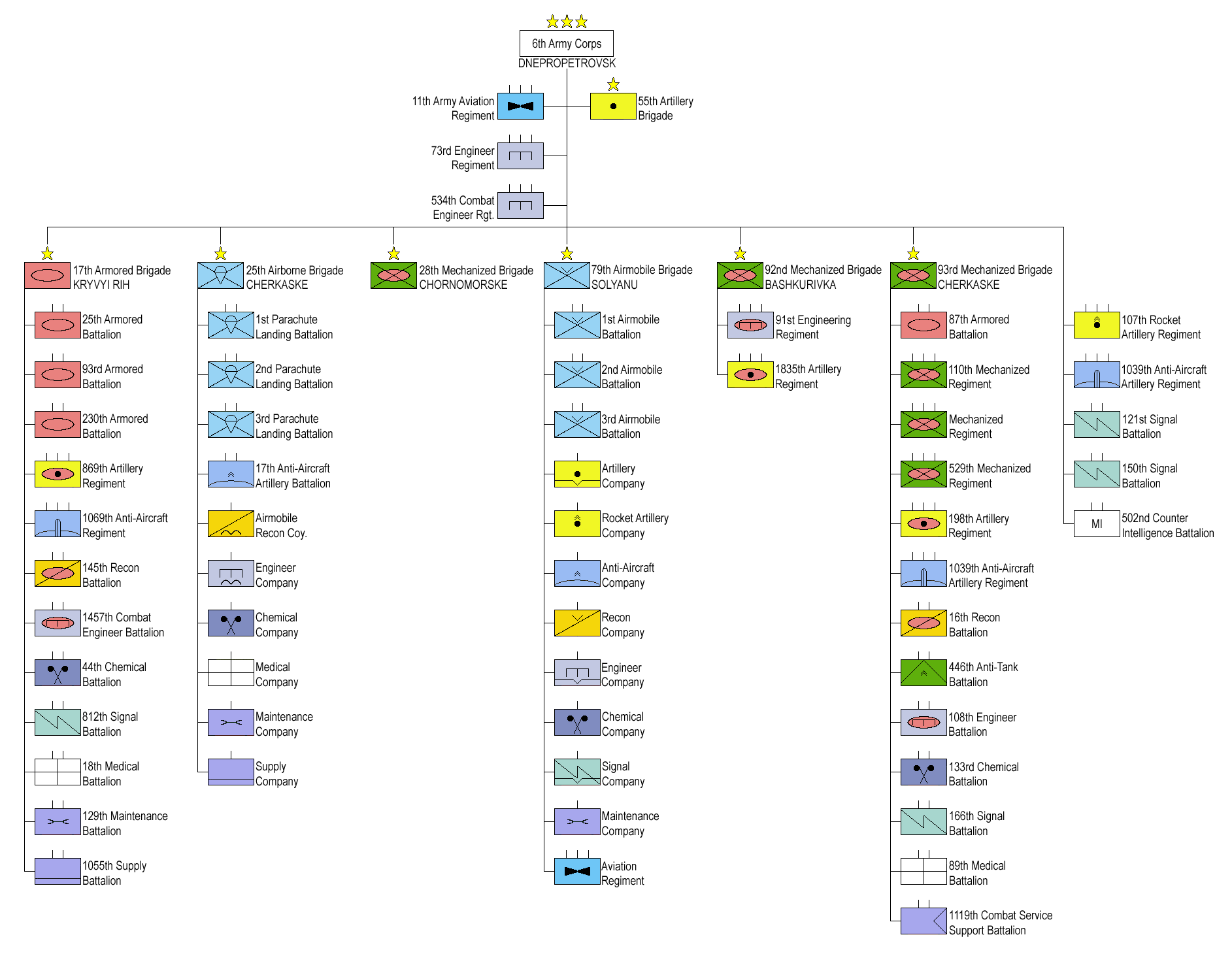
Структура 6-го армейского корпуса

| №  | Эмблема | Формирование                                   | Дислокация                               |
| -- | ------- | ---------------------------------------------- | ---------------------------------------- |
| 1  |         | 17-я отдельная танковая бригада                | Кривой Рог (Днепропетровская область)    |
| 2  |         | 28-я отдельная механизированная бригада        | Черноморское (Одесская область)          |
| 3  |         | 92-я отдельная механизированная бригада        | Клугино-Башкировка (Харьковская область) |
| 4  |         | 93-я отдельная механизированная бригада        | Черкасское (Днепропетровская область)    |
| 5  |         | 55-я отдельная артиллерийская бригада          | Запорожье                                |
| 6  |         | 107-й отдельный реактивный артиллерийский полк | Кременчуг (Полтавская область)           |
| 7  |         | 1039-й зенитный ракетный полк                  | Гвардейское (Днепропетровская область)   |
| 8  |         | 11-й отдельный полк армейской авиации          | Чернобаевка (Херсонская область)         |
| 9  |         | 91-й инженерный полк                           | Ахтырка                                  |
| 10 |         | 121-й отдельный линейно-узловой полк связи     | Гвардейское (Днепропетровская область)   |
| 11 |         | 25-я отдельная парашутно-десантная бригада     | Гвардейское (Днепропетровская область)   |

## Командующие
- генерал-майор Радецкий, Виталий Григорьевич (1991—1992)
- генерал-майор Шкидченко, Владимир Петрович (1992—1993)
- генерал-майор Шустенко, Олег Михайлович[укр.] (1993—1994)
- генерал-майор Тымко, Валентин Иванович[укр.] (1994—1996)
- генерал-майор Можаровский, Владимир Николаевич[укр.] (1996—2000)
- генерал-майор Баталюк Владимир Иванович (2000—2002)
- генерал-майор Нуруллин Рауф Шайхуллович (2002—2003)
- генерал-майор Шаповал, Юрий Евгеньевич[укр.] (2003—2004)
- генерал-майор Борискин, Юрий Валентинович (2004—2005)
- генерал-лейтенант Замана, Владимир Михайлович (2005—2007)
- генерал-лейтенант Бессараб, Сергей Борисович (2007—2012)
- генерал-лейтенант Хомчак, Руслан Борисович (2012—2013)